# 第6軍団 (北軍)

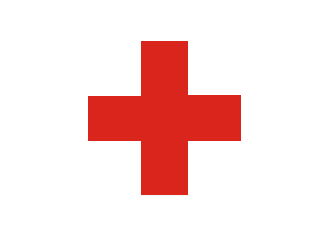
第6軍団第1師団の記章

第6軍団（VI Corps）は、南北戦争中の北軍の軍団。主にポトマック軍に属したが、一時的にシェナンドー軍にも属した。

## 編成
1862年3月、ポトマック軍司令官のジョージ・マクレランは、アメリカ連合国の首都リッチモンドの攻略を目指し、半島方面作戦を3個軍団の兵力で開始した。作戦途中にバージニア半島にウィリアム・B・フランクリン准将の師団が到着すると、マクレランはその第4軍団から第2師団（ウィリアム・ファーラー・スミス准将）を抽出してこれと組み合わせ、1862年5月18日に暫定第6軍団を編成した（同時に暫定第5軍団も編成されている）。後に陸軍省は軍団を正式のものと認め、ポトマック軍第6軍団となる。初代の軍団長はフランクリンが努め、替りの師団長にはヘンリー・W・スローカムが就任した。1862年6月20日時点での軍団の定数は24,911人、実働19,405人であった。砲兵部隊は大砲40門を有していた。

## 1862年
半島方面作戦終盤の7日間の戦いでは、その3つ目の戦闘である6月29日のゲインズミルの戦いにおいて、スローカムの第1師団はフィッツ・ジョン・ポーター准将の第5軍団の支援に派遣され、南軍と激しく戦った。この戦闘で、師団の実働8,000人弱の内、2,021人を失った。スミスの第2師団に属するバーモント旅団は6月29日のサベイジ駅の戦い（4つ目の戦い）で目覚しい活躍を見せ、第5バーモント連隊は209人を失っている。7日間の戦いの他の戦闘にも参加したが、最後の戦闘となったマルバーンヒルの戦いでは予備としておかれた。
半島方面作戦終了後、第6軍団は第3軍団及び第5軍団と共に、ジョン・ポープ少将のバージニア軍支援のために派遣された。北軍の大敗北に終わった第二次ブルランの戦いには一部の部隊が戦闘したのみであった。第1師団の第1ニュージャージー旅団は8月27日にブルラン橋で戦い、死傷者・行方不明合計339人の損害を出した。旅団長のジョージ・テイラー（George W. Taylor）も瀕死の重症を負った。
その後、第6軍団は再びポトマック軍に戻った。メリーランド方面作戦中の9月14日のサウス山の戦いではクランプトンギャップの攻撃を担当し、スローカム師団は有利な位置にあった南軍を排除した。スローカム師団の損害は533人であった（戦死113人、負傷418人、行方不明2人）。9月17日のアンティータムの戦いでは軍団全体としては大きな戦闘には参加しなかった。この中でスミスの第2師団の第3旅団は激しい戦闘を行い、特に第7メーン連隊と第20ニューヨーク連隊は大きな損害を被った。
アンティータムではダライアス・コウチ少将の第4軍団から1個師団が第6軍団に派遣されていたが、この師団は後に第6軍団の第3師団として編入され、師団長にはジョン・ニュートン（John Newton）が就任した。
マクレランに替わってアンブローズ・バーンサイドがポトマック軍の司令官に就任すると、それぞれ2個軍団から構成される大師団（Grand Division）を編成した。フランクリンは左翼大師団の司令官に昇進したため、スミスが第6軍団長となった。スローカムは第12軍団長に昇進した。第1師団長にはウィリアム・ブルックス（William T. H. Brooks）が、第2師団長にはアルビオン・ハウ（Albion P. Howe)がそれぞれ就任した。1862年12月13日のフレデリックスバーグの戦いでは、第6軍団は敵の砲火にさらされはしたが、戦闘に加わったのは数個連隊のみであった。ポトマック軍は敗北し、バーンサイドは解任された。

## 1863年
1863年1月26日、ジョセフ・フッカーがポトマック軍司令官となった。フッカーは十分な補給を行った後に南進を開始した。5月3日、第6軍団は半年前とほぼ場所での戦闘で、勇敢な突撃を行い有名となった。
軍団結成以来、第6軍団は軍団全体としては大きな戦闘を行なっていなかった。チャンセラーズヴィルの戦いでは、第6軍団は依然として強力な南軍が保持するフレデリックスバーグの正面に配置された。軍団長ジョン・セジウィック少将はメリーヒルへの突撃を命令、前回の戦いでは攻略に失敗していたが、今回は第6軍団（ハウの第2師団、ニュートンの第3師団およびハイラム・バーンハム（Hiram Burnham）大佐の軽師団）の銃剣突撃が成功した。ブルックスの第1師団は、同日遅くセーラム教会での戦闘に加わった。しかし、フレデリックスバーグの確保はできず、メリーヒルで防御体制をとることとなった。その間に南軍が強化されたため、第6軍団は5月5日の夜明け前にラッパハノック川を渉って退却した。軍団の損害は4.589人（戦死485人、負傷2.619人、行方不明1,485人）であった。行方不明の多くはセーラム教会の戦闘で生じた。戦闘前日には、第6軍団の実数は23,730人で、実際に戦闘が可能だったのは20,000人以下であった。この戦いの後に軽師団は解散となり、所属連隊は他の師団に配属された。
チャンセラーズヴィルで勝利した南軍は北上を開始した。迎え撃つポトマック軍の司令官はジョージ・ミードに交替した。第6軍団長はセジウィックのままで、第1師団長にホレイショ・ライト准将が就任した。ハウとニュートンは引き続き師団長を務めた。7月1日、軍団はメリーランド州マンチェスターの基地を出発し、17時間かけて37マイルの行軍を行い、7月2日（即ち、戦いの2日目）の午後にゲティスバーグに到着した。第1師団はリトルラウンドトップと麦畑の戦闘に参加した。ポトマック軍中最大の人員（16,000人）にもかかわらず、第6軍団はゲティスバーグの東で予備としておかれた。軍団として活動することはなく、所属部隊のいくつかが前線の崩壊を防ぐために補強に抽出された程度であった。ある旅団は最左翼のカルプ・ヒルに派遣され、別の部隊は右翼のリトルラウンドトップに残された。
7月2日、アレクサンダー・シェラー（ Alexander Shaler）准将の旅団は右側面の第12軍団の支援のために派遣され、左翼のニュートン師団のヘンリー・ユースタス（Henry L. Eustis）旅団及びフランク・ウィートン（Frank Wheaton）旅団もいくらかの損害を受けた。ウィートンの旅団は左翼側面を安定させる支援を行った。第3師団長のニュートンは、戦死したジョン・F・レイノルズの後を受けて第1軍団長となったため、ウィートンが第3師団の指揮を引き継いだ。
ゲティスバーグから撤退するリーを追って、バーモント旅団がウィリアムポートで戦った。旅団は1マイル以上に引き伸ばされ、他の部隊からの援護も期待できない状況で、優勢な南軍の反撃に遭遇した。しかし、地形的に有利な位置を占めていたため、多少の損害は出したものの、持ちこたえることができた。
バージニアに戻った後、軍団はブリストー方面作戦に参加した。11月7日には、第二次ラッパハノック駅の戦いでは、塹壕にこもった南軍への攻撃に成功した。第6メーン及び第5ウィスコンシン連隊は、この攻撃を銃剣だけで成功させている。この作戦は勝利したというだけでなく、多数の南軍捕虜や武器を鹵獲したということでも成功で合った。南軍ジュバル・アーリー少将の師団所属連隊の軍旗も何本か捕獲した。
11月27日-12月2日のマイン・ランの戦いにも参加はしたが戦闘は行なっていない。その後軍団はブランディ・ステーションで冬営に入った。

## 1864年
1864年3月、それまで西部戦線の指揮を執っていたユリシーズ・グラントが中将に昇進し北軍の総司令官になると、ポトマック軍の組織も改変され、第6軍団も影響を受けた。既存の第3師団は解散となり、所属旅団は第1師団（ホレイショ・ライト）と第2師団（ジョージ・ゲティ）に配属された。また第3軍団が解散となったために、その第3師団が第6軍団第3師団として加わった。師団長はジェイムズ・リケッツであった。軍団は歩兵49個連隊、8個砲兵中隊からなる砲兵旅団（野砲48門）、および1個重砲大隊（実際には歩兵として従軍）から構成され、実働24,163人の人員を有していた。
オーバーランド方面作戦における荒野の戦い（5月5日-7日）とスポットシルバニア・コートハウスの戦い（5月8日-21日）で、第6軍団はそれまで経験したことがない激しい戦闘を行った。荒野の戦いでは、第2師団のバーモント旅団は2,800人中1,232人を失った。スポットシルバニアでは第1師団の第15ニュージャージー旅団は、1日の損害としては最大の死傷率を記録した。軍団長のセジウィックは狙撃兵の銃弾で5月9日に戦死したが、セジウィックは兵士から「アンクル・ジョン」と慕われており、その戦死は軍団の士気に大きな影響を与えた。ライトが軍団長に昇進し、デイヴィッド・ラッセル（David Allen Russell）准将が第1師団長となった。5月10日、エモリー・アプトン大佐は第6軍団全体から選ばれた12個連隊を率いて、南軍の「ミュールシュー」と呼ばれた突出部に銃剣突撃をかけ、白兵戦を行った。5月12日、「ブラディ・アングル」で第6軍全体が戦ったが、このときの損失は、南北戦争中の最大損害記録に近いものであった。荒野の戦いでの損害は5,035人（戦死719人、負傷3.660人、行方不明656人）、スポットシルバニアでの損害は4.042人（戦死688人、負傷2,820人、行方不明534人）であった。
6月1日のコールドハーバーの戦いでは、再び死傷者2,715人の損害を出した。その後ピータースバーグ包囲戦に参加したが、南軍ジュバル・アーリー少将がメリーランドに侵攻したため、その対応のためシェナンドー渓谷に移動することとなった（1864年のバレー方面作戦）。7月6日、リケットの第3師団はシティ・ポイントで乗船し、8日にはバルチモアに到着、アーリーの追跡を開始した。翌日、モノカシーの戦いではルー・ウォーレス（後のベン・ハーの作者）に合流し、アーリーを打ち破ることはできなかったものの、ワシントン侵攻の遅延には成功し、戦略的勝利を収めた。残り2個師団は7月10日に乗船しワシントンに上陸、市の郊外とも言えるスティーブンス砦でアーリーを攻撃し、これに勝利した。この戦いの矛先は第2師団のダニエル・ビドウェル（Daniel D. Bidwell）の旅団に向かい、その連隊長は一人を除き全員が戦死あるいは負傷した。
その後軍団はアーリーを追ってメリーランドを通過してバージニアに入った。フィリップ・シェリダン少将の下にシェナンドー軍が組織されると、第6軍団はその傘下となった。他に第8軍団、第19軍団がこれに加わった。シェナンドー渓谷での戦闘では、オペクォンの戦い、フィッシャーヒルの戦い、シーダークリークの戦いでの勝利により、長く記憶されることとなった。シェリダンの勝利により、アーリーは敗北から2度と回復することはなかった。ゲティの第2師団は、シーダークリークの戦いで他の部隊が到着するまで、南軍の攻撃に長時間持ちこたえた。第1師団長のラッセルはオペクォンで戦死、ビドウェルはシーダークリークで戦死、第3師団長のリケットも重症を負った。オペクォンでの損害は1,699人（戦死211人、負傷1,422人、行方不明46人）、シーダークリークでの損害は2,126人（戦死298人、損害1,628人、行方不明200人）であった。8月22日から10月20日までのシェナンドー方面作戦での損害は、実働12,615人に対して合計4,899人であった。ラッセルの後を受けてウィートンが第1師団長となり、トルーマン・サイモア（Truman Seymour）准将がリケットに替わって第3師団長となった。

## 1865年
1864年12月、第6軍団はポトマック軍に戻り、ピータースバーグの包囲に参加した。冬営地はウェルドン鉄道の付近であった。1865年4月12日、ピータースバーグに対する最後の攻撃を行った。その後、リーがピータースバーグを脱出すると、それを追跡するアポマトックス方面作戦においてセイラーズクリークで戦った。これが第6軍団の最後の戦いとなった。南軍のクリークを渡っての反撃は砲兵の支援を受けて撃退され、第6軍団はリチャード・イーウェルの前線に対して逆襲を行った。第6軍団が得た捕虜に中には、イーウェルとリーの長男であるジョージ・ワシントン・カーティス・リーが含まれていた。
1865年6月28日、第6軍団は解散した。

## 歴代軍団長
| ウィリアム・B・フランクリン    | 1862年5月18日 – 1862年11月16日  |
| ウィリアム・ファーラー・スミス | 1862年11月16日 – 1863年1月25日  |
| ジョン・ニュートン             | 1863年1月25日 – 1863年2月5日    |
| ジョン・セジウィック           | 1863年2月5日 – 1864年4月6日     |
| ジェイムズ・リケッツ           | 1864年4月6日 – 1864年4月13日    |
| ジョン・セジウィック           | 1864年4月13日 – 1864年5月9日    |
| ホレイショ・ライト             | 1864年5月9日4 – 1864年7月8日    |
| * ホレイショ・ライト           | 1864年7月8日 – 1864年10月16日   |
| * ジェイムズ・リケッツ         | 1864年10月16日 – 1864年10月19日 |
| * ジョージ・ゲティ             | 1864年10月19日 – 1864年10月19日 |
| * ホレイショ・ライト           | 1864年10月19日 – 1864年12月6日  |
| ホレイショ・ライト             | 1864年12月6日 – 1865年1月16日   |
| ジョージ・ゲティ               | 1865年1月16日 – 1865年2月11日   |
| ホレイショ・ライト             | 1865年2月11日 – 1865年6月28日   |

 * シェナンドー軍隷下にあった時期の軍団長

## 参考資料
- Eicher, John H., and Eicher, David J., Civil War High Commands, Stanford University Press, 2001, ISBN 0-8047-3641-3.
- Fox, William F., Regimental Losses in the American Civil War, reprinted by Morningside Bookshop, Dayton, Ohio, 1993, ISBN 0-685-72194-9.